# Jiao Zhe
Jiao Zhe (矯喆T, 矫喆S, Jiǎo ZhéP; Jinan, 21 agosto 1981) è un ex calciatore cinese, nel ruolo di difensore.

## Palmarès

### Club

#### Competizioni nazionali
- Campionato cinese: 3

Shandong Luneng: 2006, 2008, 2010
- Coppa della Cina: 2

Shandong Luneng: 2004, 2006